# María Zambrano
María Zambrano (ur. 22 kwietnia 1904 w Vélez-Málaga, zm. 6 lutego 1991 w Madrycie) – hiszpańska filozofka i eseistka. Zaliczana do największych hiszpańskich myślicielek XX wieku.

## Życiorys
Jej ojciec, Blas Zambrano, był pedagogiem, współtwórcą Uniwersytetu Ludowego w Segovii, przyjacielem Antonia Machado. María spędziła dzieciństwo w Segovii, gdzie w 1911 r. urodziła się jej siostra Araceli. Studiowała w Madrycie, m.in. pod kierunkiem hiszpańskiego filozofa Joségo Ortegi y Gasseta, następnie w latach 1931–1936 była wykładowczynią w Katedrze Metafizyki na Uniwersytecie w Madrycie. Działała na rzecz równouprawnienia kobiet; w 1928 r. redagowała stałą rubrykę poświęconą tym kwestiom w periodyku „El Liberal”. Do jej przyjaciół należeli m.in. Federico García Lorca, Miguel Hernández, Rosa Chacel, Concha Méndez. 
Z powodu zaangażowania rodziny po stronie republikanów w wojnie domowej wraz z matką i siostrą udała się w 1939 r. na emigrację. Przebywała m.in.: na Kubie, w Meksyku, w Portoryko, a jej rodzina pozostała we Francji, gdzie w czasie okupacji doświadczyła represji ze strony nazistów. Po wojnie María Zambrano powróciła do Europy, by odnaleźć siostrę; mieszkały razem aż do śmierci Araceli, na Kubie, w Rzymie i we Francji. Do Hiszpanii wróciła w 1984 roku. W 1981 roku została uhonorowana Nagrodą Księcia Asturii, zaś w 1988 za całokształt twórczości otrzymała Nagrodę Cervantesa jako pierwsza w historii kobieta. W 1983 otrzymała tytuł doktora honoris causa Uniwersytetu w Maladze. W 2004 został nakręcony film pt. "María Querida" (pol. Kochana Maria) w reżyserii José Luisa Garcíi Sáncheza, będący jej biografią.
Twórczość Marii Zambrano, w olbrzymiej mierze w formie esejów, opisuje przestrzeń graniczną pomiędzy filozofią a literaturą, jednocząc obie gałęzie te humanistyki w razón poética – rozumie poetyckim, który nabiera szczególnego znaczenia w wyznaniu dzięki intymnej relacji autor – tekst – czytelnik.
W języku polskim ukazał się dotychczas zbiór czterech esejów Marii Zambrano pt. Agonia Europy.

## Wybrane dzieła
- Horizontes del liberalismo (1930)
- Hacia un saber del alma (1934)
- Filosofía y poesía (1939)
- El pensamiento vivo de Séneca (1941)
- Hacia un saber sobre el alma (1950)
- Delirio y destino (napisane w 1953, opublikowane w 1989)
- Persona y democracia (1958, reedycja 1988)
- España, sueño y verdad (1965)
- Los sueños y el tiempo (1998, reedycja)
- El sueño creador(1965)
- Claros del bosque (1977)
- De la aurora (1986)
- El reposo de la luz (1986)
- Los bienaventurados (1979)
- Para una historia de la piedad (1989)
- Unamuno (napisana w 1940, wydana w 2003)
- Cartas de la Pièce. Correspondencia con Agustín Andreu (napisana w 1970, wydana w 2002)

- Agonia Europy (La agonía de Europa, 1945) tłum. M. Fogler, Wydawnictwo Naukowe Scholar, Warszawa 2014

W Polsce o filozofii Marii Zambrano piszą:
- Mieczysław Jagłowski: Maria Zambrano: anamneza i filozofia poetyckiego zbawienia. Toruń – Olsztyn: Wydawnictwo Adam Marszałek, 2009. ISBN 978-83-7611-543-6. Brak numerów stron w książce.

Judyta Wachowska – szereg artykułów, np. "El camino hacia la razón poética [Zambrano]". Itinerarios, nr. 3/1. Varsovia: Universidad de Varsovia, Cátedra de Estudios Ibéricos, 2000, str.164-173.